# Drie pergola's
Drie pergola's is een kunstwerk in Amsterdam Nieuw-West.
De drie sculpturen zijn in januari 2011 neergezet in opdracht van het toenmalige Stadsdeel West. In die tijd werd hier de wijk Laan van Spartaan opgeleverd, met als grootste blikvanger het massieve flatgebouw De Tribune, dat in maart 2011 in gebruik is genomen. Bureau Arjan Karssen BNO ontwierp hier samen met constructeur Mark Feijen voor de Gerrie Knetemannlaan, die aan de voorzijde van die flat loopt, een drietal pergola's van roestvast staal en natuursteen.  
Aan de basis zijn klimplanten geplant, die na verloop van tijd de pergola's in bloemenweelde moeten zetten. De pergola's lijken daarbij op prehistorische dieren.
Karssen ontwierp ook tribunes voor de nabijgelegen sportvelden.